# Ciao Belli
Ciao Belli è un programma radiofonico comico-satirico condotto da Digei Angelo e Roberto Ferrari, in onda dal 1998 su Radio Deejay e trasmesso anche come programma televisivo nel 2001 su Italia 1. Nel 2001 ha vinto il Premio Satira Forte dei Marmi nella categoria Radio.

## Il programma
Il programma va in onda dal 1998, dal lunedì al sabato, dalle 13 alle 14. 
Da settembre 2006 a maggio 2008 il programma viene sostituito da Sciambola!, trasmissione dalla struttura molto simile a quella di Ciao Belli. In quel periodo al duo di conduttori si aggiunse Albertino.
Nel 2009 entra nel cast l'imitatore comico Claudio Lauretta che porta nel programma altre imitazioni tra le quali Adriano Celentano, Renato Pozzetto, Antonio Di Pietro, Pupo, Vittorio Sgarbi, Luca Giurato, Platinette, Paolo Brosio, Matteo Renzi, Giovanni Floris, Flavio Briatore e alcuni personaggi inventati tra cui l'Ingegner Meringa, Antonio il pensionato, Jerry Valentini, Antonello Tanta Energia e Antonio Banderas.
Dal 4 marzo 2019, in seguito alla conclusione di Albertino Everyday, il programma raddoppia la sua durata, andando in onda ogni giorno dalle 13 alle 15.
Da giugno 2019 ritorna nella storica fascia oraria dalle 13 alle 14.
Da settembre 2021 il programma si sposta nella fascia oraria dalle 14 alle 15.
Da gennaio 2023 il venerdì (Ciao Belli venerdì sera) e il sabato (Ciao Belli sabato sera) viene trasmesso un best of della settimana.

## Le rubriche

### Il "sondaggio" di Roberto Ferrari
In questa rubrica (che nasce molti anni prima di "Ciao Belli" a cui è stata annessa) il conduttore Roberto Ferrari compone numeri di telefono a caso e propone in maniera impertinente domande legate al fatto più curioso del giorno agli sbigottiti interlocutori. Spesso chi risponde scambia Roberto Ferrari per un conoscente con effetti particolarmente comici. Il segmento dura all'incirca 5 minuti.

### Imitazioni e personaggi inventati
Durante lo show vengono proposte imitazioni di vari personaggi televisivi, tra cui Luca Giurato, Enrico Ruggeri, Nikki, Domenico Dolce, Gian Piero Galeazzi, Renato Zero, Cristiano Malgioglio, Alberto Malesani e Tonino Guerra. Per quanto in modo peculiare, potrebbe rientrare in questa categoria l'imitazione di Ricky Memphis, o meglio dell'agente Mauro Belli (il personaggio da lui interpretato in Distretto di Polizia).
Il programma propone un vasto numero di personaggi inventati quali: il "Ristorante Balubino" (dei fratelli Gian Umberto Primo e Gian Umberto Secondo), Beppe Loialo, Dudi da Arcore, Giovanni, Fernando Caiazzo, Gianni Nespolo dell'"AutoNespolo", Marco Ranzani, Aldo Ligabenzo della serie "Ho sposato un impiegato", Marzio Felandra, Olmes Pitton DJ da Roncade, Raimondo, il cuneese Vladimiro Clericetti, Ezio il PR da Riccione e il suo nipotino di 9 anni "Spadino", Walter Francioli presidente dell'"Inter club bombardieri di Rho", Franco da Fenegrò, l'avvocato Marilanda Biancon da Padova, lo storicissimo DJ Aldebaran e DJ Enzo Mammato (entrambi presentatori della "Ciao Mp3"), Antonio Viceversa DJ, La Prostata di Roberto Ferrari, il Fratello del Porchera, Guido Bagatta della "Teleguiduzzo", l'animatore Almeiro Pacieco, Rino Pancheri, Giuliano del ristorante "Vecio Friul", l'Ingegner Giustino Meringa dalla Fortezza delle Scienze, Jerry Valentini, Antonio il pensionato, Antonio Banderas, Anonima da Novara, la voce automatica della Stazione Centrale di Milano, Umbo della Gig promotion, Salvatore Aceto uscito di galera, "Er Palla de Vetro" tassista di Roma, e Bepi Sadomaso di Cividale del Friuli (Udine).
Questi ruoli sono recitati, tra gli altri, da Nicola Savino, Albertino e Claudio Lauretta In entrambi i casi, i personaggi intervenivano tramite dialoghi con i conduttori, con altri personaggi (tipicamente la centralinista Chiara Carsenzola per Nikki, e il commissario Giulia Corsi/Claudia Pandolfi per Mauro Belli).
Nell'ultima edizione sono presenti anche imitazioni di Fabri Fibra assieme a Zia Petardo, J-Ax e Mario Balotelli fatte da Roofio, il DJ dei Two Fingerz. Più rare di Antonio Di Pietro ed Alex Zanardi che parla della sua nuova conduzione E se domani e di vivere ad impatto zero.
Come personaggi inventati sono presenti:
- "Chicca 94", l'ipotetica figlia di Roberto Ferrari;
- "Er palla de Vetro", un tassista romano ex disc-jockey appassionato di Gazebo;
- "Peppe Cotraro", un signore che prova le escort come i ristoranti.

Dal 2009 entra a far parte dello staff anche l'imitatore Claudio Lauretta; sue le imitazioni di Platinette, Antonio Di Pietro, Adriano Celentano, Vittorio Sgarbi, Luca Giurato, Pupo, Giorgio Faletti, Lino Banfi e Umberto Bossi, Renato Pozzetto e Matteo Renzi. Storiche anche le imitazioni di Luca Giurato degli anni 2000 e quella di Vasco più recente, fatte da Francesco Liguori.

## Edizione televisiva
Nel 2001, Ciao Belli è stato proposto in versione televisiva su Italia 1. Il programma mostrava dialoghi tra due pupazzi parlanti che impersonavano gli stessi Digei Angelo & Roberto Ferrari, intrappolati tra il terzo e il quarto piano di Italia 1, fondando così una nuova tv pirata, "Italia 1/2" (Italia Uno e Mezzo). 
In onda dopo I Simpson, il programma ebbe un discreto successo ma non continuò, se non in repliche trasmesse l'anno successivo nella fascia oraria di mezzogiorno. Dal 2012 viene proposto in replica anche sulla rete televisiva Italia 2.
Oltre ai pupazzi dei conduttori, ve n'erano altri, tutti realizzati da Walter Marinello, tra cui Renato Zero, Gian Piero Galeazzi, Miuccia Prada ed altri inventati. Di seguito alcuni esempi: 
- Dudi da Arcore: Ipotetica imitazione di Pier Silvio Berlusconi, è sempre a bordo del suo aereo, pilotato da Gennaro Gattuso, e ama insultare Roberto Ferrari accusandolo sempre di essere un conduttore di poco conto, e minacciandolo di mandarlo ai semafori a vendere i fiori.
- Gennaro Gattuso: Il calciatore del Milan e della Nazionale italiana di calcio. Pilota l'aereo di Dudi, e mostra in svariate occasioni il suo essere rude e allo stesso tempo genuino, ma subisce minacce da parte di Dudi di essere trasferito alla Nocerina. In più di un'occasione non esita ad esternare la sua "passione" per Martina Colombari, chiamata da lui "Martina Colombazzu".
- Gelsomino Apurru: soprannominato anche "Gelsom", è (a sua detta) l'uomo più ricco della Sardegna, spende cifre spropositate per comprare i prodotti scadenti pubblicizzati da Italia Uno e Mezzo, e la maggior parte delle volte è anche sponsor dei programmi. È il padrone di Piga.
- Piga: È il cane di Gelsomino Puru, dallo spiccato accento milanese, vive in un lusso totalmente inusuale per un cane, ha tanti privilegi tra i quali possedere una moto, un computer, e la libertà di prendersi delle vacanze. È Interista.
- Willy Longoni: Tipico adolescente vissuto a cavallo tra gli anni 90 e 2000, accanito modaiolo, parla in gergo, è puntualmente tradito dall'infedele fidanzata. Secondo lui assomiglia a Luciano Ligabue e, a detta dei suoi amici, è bravissimo a cantare le sue canzoni.
- Franco Alonge: Proprietario della "Carrozzeria per Donna di Franco Alonge", dove si riparano tutti i tipi di auto e tutti i tipi di donne. Meccanico senza scrupoli, vende auto rubate dal figlio Samu, e sponsorizza alcuni programmi di Italia Uno e Mezzo.
- Samu Alonge: Figlio di Franco Alonge, è un ladro d'auto (e non solo d'auto), che rivende assieme al padre, ed è un grande fan di Renato Zero.
- Renato Zero: Il famoso cantante vive a bordo del suo gommone, denominato "ZEROGOMMONE", vive di pesca e spesso è coinvolto in vere e proprie guerre con altri cantanti che possiedono imbarcazioni più grandi, tra i quali Claudio Baglioni, Antonello Venditti e Dodi Battaglia dei Pooh.
- Gian Piero Galeazzi: Il telecronista sportivo fa parte della concorrenza (la Rai), oltre la sua grande passione per il cibo, verso la fine della serie intraprende anche una carriera da mago televisivo.
- Sindaco Maierà: Improbabile Sindaco del comune di Gatteo Mare, è sgrammaticato e non sopporta i pensionati, perché vuole che gli anziani del suo paese (tra i quali anche lui) vivano in modo "giuvina".
- Giovanni Brogna: Sgrammaticato Consigliere Comunale del comune di Gatteo Mare, è molto ingenuo e la maggior parte delle volte il suo paese soffre per la sua spontaneità nel rivelare fatti poco consoni a pubblicizzarlo come meta turistica, ha circa una dozzina di figli.
- Olmes Pitton: Inizialmente DJ di Gatteo Mare dal forte accento veneto, poi diventa il cameraman di Gian Piero Galeazzi.
- Miuccia Prada: Lavora anche lei nella tv pirata di Italia Uno e Mezzo.
- La Fidanzata di Willy: Cambia spesso nome e specialmente amante, appare in molte pubblicità. Tra le improbabili pubblicità troviamo:
  - Gilba di Cesare Cadeo: Bagnoschiuma ai gusti di: Febbre Gialla, Gemme di Delirio, Serbatoio di Moto Guzzi;
  - Carrozzeria Per Donna Di Franco Alonge;
  - Stecco Pizza: Pizza da Passeggio su Bastoncino;
  - Tiretto: Il Primo Ghiacciolo Caldo, disponibile ai gusti di: Abbacchio, Amarancio, Polenta e Piombo di Lampedusa;
  - Piemontel Italia Mobile: La Linea Telefonica del Piemonte;
  - Panwood: Improbabile Cellulare;
  - Acqua Minerale Resegone: "La prima acqua minerale salata, la prima acqua minerale setante!".

## Conduttori
- Roberto Ferrari
- Digei Angelo